# Albert Hesse (Chemiker)
Albert Hesse (* 19. Juni 1866 in Iserlohn; † 10. Mai 1924 in Berlin) war ein deutscher Chemiker.

## Leben
Hesse war der Sohn eines Kaufmanns und studierte ab 1888 Mathematik und Naturwissenschaften in Münster, Berlin und ab 1889 Chemie in Göttingen, wo er 1891 bei Otto Wallach promoviert wurde. Während seines Studiums wurde er 1886 Mitglied der VKDSt Saxonia Münster im CV.  Zudem war er Mitglied der KAV Suevia Berlin und der AV Palatia Göttingen. Er war Assistent von Wallach und wandte sich unter ihm der Chemie der Terpene zu. Ab 1893 war er bei der Firma Heine in Leipzig mit der Entwicklung und Produktion ätherischer Öle befasst. 1903 verließ er die Firma und zog nach Berlin. 1912 erhielt er den Professorentitel.
Er untersuchte ätherische Öle wie Geranium- und Rosenöl (woraus er einen Terpenalkohol gewann, den er Reuniol nannte, das sich aber später als Mischung von Citronellol und Geraniol erwies) und bei der Untersuchung von Jasminblütenöl fand er, dass auch Stickstoff-Verbindungen ätherische Öle sind (es enthält Indol). 
Er war ab 1895 Mitarbeiter am Chemischen Zentralblatt und ab 1897 dessen stellvertretender Redakteur.

## Schriften
- mit Walther Nernst: Siede- und Schmelzpunkt: ihre Theorie und praktische Verwerthung mit besonderer Berücksichtigung organischer Verbindungen, Vieweg 1893
- mit Hermann Grossmann: Englands Handelskrieg und die Chemische Industrie. Ferdinand Enke, Stuttgart 1915 (Archive)